# بیژن کلکی
بیژن کِلْکی (تلفظ نام خانوادگی:kel'ki) (زاده ۱۲ مرداد ۱۳۱۷ - درگذشته ۱۳ اسفند ۱۳۷۷) نویسنده، مردم‌شناس وشاعر نوگرای ایرانی بود. او را از نسل دوم شاعران نیمایی دانسته‌اند. وی به خاطر آوردن مکرر گل سوسن در سروده‌هایش به «شاعر سوسن‌ها» شهرت داشت.

## زندگی‌نامه
او از پدر و مادری اهل تبریز در سال ۱۳۱۷ در مشکین‌شهر متولد شد و روزگار کودکی‌اش در کرمانشاه و ایلام سپری شد. در سال ۱۳۴۲ به‌وسیله نوشتن مقاله‌هایی مردم‌شناسانه در مجله هنر و مردم وزارت فرهنگ و هنر به ذوق‌ورزی در باب مردم‌شناسی پرداخت که این امر در سالهای آینده نیز ادامه پیدا کرد.
او به مدت نزدیک به بیست سال با مرکز تحقیقات مردم‌شناسی ایران وابسته به وزارت فرهنگ و آموزش عالی همکاری کرد و در این مدت به نوشتن مقاله‌های متعددی در باب اقوام ایرانی به خصوص ایلات ایران پرداخت.
وی پس از ۳۷ سال اقامت در تهران این شهر را ترک کرده و در آستارا مسکن گزید.
کلکی شوهر خواهر منصور بنی‌مجیدی بود. بنی‌مجیدی پس از مرگ وی، به گردآوری و چاپ آثار او در دو کتاب همت کرد.

## اشعار
کلکی از اواخر دههٔ سی وارد کار ادبی شد و در دههٔ چهل اشعار فراوانی از وی در نشریه‌های ادبی چون خوشه، جهان نو و فردوسی به چاپ رسید.
به‌نظر می‌رسد شعر کلکی از نوع شعر زبان‌محور باشد، یعنی شعری که از قابلیّت‌های زبان برای ایجاد نوآوری بهره می‌برد و با قدرت زایش مستمر خود، فضاها و فرم‌های جدید را می‌آفریند. در این نوع شعر با یک بازی زبانی روبه‌رو هستیم که در آن هدف، انتقال معنای مشخّص نیست، بلکه فراهم کردن امکان ارتباط‌های معنایی متکثّر با خواننده است.

### نمونه شعر
ما بی‌تو به شیدایی

شیدایی‌ترین غزل آفتاب را
بر پوست هر ستاره
نوشتیم
اوضاع روزگار
چنانم ملول کرد
هرگل که وضع مرا دید
اشکش ز فرط گریه
در قرابه به نام گلاب شد
دراین عزا و
مجلس ختم رسول گل
ای در خیال شیشه
مانده به زندان
ما بی‌تو خوش نئی‌ایم
تو بی ما چگونه‌ای؟

## آثار
او تا قبل از مرگش کتابی منتشر نکرد و به شاعر لاکتاب مشهور بود. در حالی‌که مجموعه شعری توسط خود شاعر گردآوری شده بود و به دنبال دریافت جایزه قلم زرین گردون قرار بود توسط نشر گردون منتشر شود. اما با مرگ شاعر انتشار آن به دست منصور بنی‌مجیدی افتاد. پس از مرگ، آثارش در دو جلد با عنوان «نیامدی اسم آب یادم رفت» (رشت، ۱۳۸۴) و «ترانه‌هایی برای آل کاپون» (رشت، ۱۳۸۴) به‌کوشش منصور بنی‌مجیدی نشر یافته‌است.
نیامدی اسم آب یادم رفت گزیده‌ای از شعرهای کلکی را شامل می‌شود که او بین سال‌های ۱۳۳۶ تا ۱۳۶۲ سروده‌است. ترانه‌هایی برای آل کاپون نیز هر دوی این کتاب‌ها توسط نشر ایلیا به چاپ رسیده‌اند.